# Estación Vallimanca
Vallimanca es una estación ferroviaria del Ferrocarril General Roca de la Red ferroviaria argentina, en el ramal que une las estaciones de Bolívar y Pringles.

## Ubicación
Está ubicada en la localidad de Vallimanca, Partido de Bolívar, Provincia de Buenos Aires, Argentina.

## Servicios
No presta servicios de pasajeros. Sus vías están concesionadas a la empresa de cargas FerroExpreso Pampeano S.A., las vías son usadas por la empresa para unir la ciudad de Olavarría y san Carlos de Bolívar, para llegar posteriormente a Daireaux.